# Mistrovství Evropy ve volejbale mužů 1948
1. mistrovství Evropy ve volejbale mužů proběhlo v dnech 24. – 26. září v Římě v Itálii.
Turnaje se zúčastnilo šest družstev. Hrálo systémem každý s každým. Mistrem Evropy se stalo družstvo Československa.

## Výsledky a tabulka
| Datum    | Zápas                        | Výsledek | Sety  | Sety  | Sety  | Sety  | Sety  |
| Datum    | Zápas                        | Výsledek | 1     | 2     | 3     | 4     | 5     |
| -------- | ---------------------------- | -------- | ----- | ----- | ----- | ----- | ----- |
| 24. září | Itálie - Belgie              | 3:0      | 15:8  | 15:5  | 15:6  |       |       |
| 24. září | Československo - Nizozemsko  | 3:0      | 15:1  | 15:5  | 15:7  |       |       |
| 24. září | Francie - Portugalsko        | 3:1      | 15:11 | 15:9  | 10:15 | 15:10 |       |
| 24. září | Itálie - Nizozemsko          | 3:0      | 15:4  | 15:5  | 15:13 |       |       |
| 24. září | Československo - Portugalsko | 3:0      | 15:3  | 15:8  | 15:6  |       |       |
| 24. září | Francie - Belgie             | 3:0      | 15:8  | 15:7  | 15:7  |       |       |
| 25. září | Itálie - Portugalsko         | 3:0      | 15:8  | 15:9  | 15:10 |       |       |
| 25. září | Československo - Francie     | 3:0      | 15:7  | 15:5  | 15:5  |       |       |
| 25. září | Belgie - Nizozemsko          | 3:1      | 15:11 | 15:8  | 7:15  | 15:6  |       |
| 26. září | Československo - Belgie      | 3:0      | 15:4  | 15:5  | 15:5  |       |       |
| 26. září | Francie - Itálie             | 3:2      | 15:8  | 8:15  | 15:9  | 15:17 | 15:13 |
| 26. září | Portugalsko - Nizozemsko     | 3:0      | 15:1  | 15:2  | 15:6  |       |       |
| 26. září | Československo - Itálie      | 3:0      | 15:1  | 15:5  | 15:5  |       |       |
| 26. září | Francie - Nizozemsko         | 3:0      | 15:11 | 15:10 | 15:4  |       |       |
| 26. září | Portugalsko - Belgie         | 3:0      |       |       |       |       |       |

| Poř | Země           | Body | Zápasy | Výhry | Prohry | Sety |
| --- | -------------- | ---- | ------ | ----- | ------ | ---- |
| 1.  | Československo | 10   | 5      | 5     | 0      | 15:0 |
| 2.  | Francie        | 9    | 5      | 4     | 1      | 12:6 |
| 3.  | Itálie         | 8    | 5      | 3     | 2      | 11:6 |
| 4.  | Portugalsko    | 7    | 5      | 2     | 3      | 7:9  |
| 5.  | Belgie         | 6    | 5      | 1     | 4      | 3:13 |
| 6.  | Nizozemsko     | 5    | 5      | 0     | 5      | 1:15 |

## Soupisky
1.  Československo
| - Josef Brož - Karel Brož - Josef Češpiva - Jaroslav Fučík | - Vladislav Linke - František Mikota - Jaromír Paldus | - Josef Reicho - Josef Tesař - Josef Votava |

Hrající trenér: Josef Češpiva.
2.  Francie
| - Alphonse Claparede - Michel Constantin - Roger Delousteau - Rene Demotte | - Andre Dulon - Georges Henry - Jacques Liou - Jean Pogenberg | - Robert Recoque - Igor Stepanoff - Jacques Fabre |

3.  Itálie
| - Ermanno Baccarini - Carlo Cattaneo - Giovanni Ceppile - Bruno de Bernardi | - Bruno Estasi - Mario Fanesi - Maurizio Lollis - Orfeo Montanari | - Mario Saragoni - Vittorio Schenal - Carlo Sforzini - Roberto Tazzari |